# International Towing Tank Conference
L' ITTC : International Towing Tank Conference, est une organisation internationale visant principalement à unifier les méthodes et procédures de calculs de résistance à l'avancement, ainsi que les résultats obtenu pour les rendre reproductibles. Bien que d'abord centrée sur les bassins des carènes, sa compétence s'étend également aux simulations numériques, ainsi que dans une moins mesure à tous les dispositifs expérimentaux en mécanique des fluides. 
Elle est constituée de représentants d'Universités et centres de recherche spécialisés dans l'évaluation de la résistance à l'avancement, via des installations expérimentales ou numériques.

## Histoire
Le premier congrès a été réuni à Hambourg en 1932 à l'initiative de l'ingénieur français du génie maritime Émile Barrillon sous le nom de congrès international d'hydro-mécanique. Devant le succès de cet évènement, un organisme a été créé sous le nom de conférence internationale des Surintendants des bassins des carènes (The International Conference of Ship Tank Superintendents), afin d'assurer l'organisation des conférences. De nouvelles rencontres ont été organisées en 1933 à la Haye, à Londres en 1934 et à Paris en 1935. 
En 1954 l'organisation adopte son nom actuel de conférence internationale des bassins des carènes (International Towing Tank Conference).
Elle est reconnue comme une ONG par l'OMI (Organisation Maritime Internationale).

## Structure
Elle comporte des groupes, qui s’occupent des tâches non techniques ainsi que plusieurs comités répartis en deux catégories : les comités généraux et des comités spécialisés. Ces comités couvrent des sujets variés allant de la structure des navires ou installations maritimes en général jusqu'à des sujets aussi précis et pointu que la cavitation. Le nombre de comités change au cours des années en augmentant et en diminuant, celui-ci varie de 3 à 17 comités/groupes. Pour le moment, ils élargissent le domaine d’activité des comités ce qui entraîne une diminution de leur nombre. De nos jours, il y a 13 comités/groupes. 

## Conférence
Deux types de conférences sont organisées. Les « full » conférences organisées tous les trois ans où les points les plus importants sont traités et les résumés des autres conférences sont abordés. C’est lors de ces conférences que les éventuels votes seront tenus. Six régions géographiques différentes sont représentées lors de ces « full » conférences. Ces régions sont l’Amérique, l’Europe du Nord, du Sud, Centrale, l’Asie de l’Est et les iles du Pacifique. D’autre part, des plus petites conférences sont organisées par les comités et sont réparties entre les « full » conférences.